# Artway of thinking
Artway of thinking è un'associazione culturale con sede a Venezia, creata nel 1993 dalle artiste Federica Thiene e Stefania Mantovani, cui nel 1996 si è affiancato anche l'architetto e docente Valter Tronchin. In questi anni di attività hanno realizzato progetti definiti "community based public art project", in quanto legati alla sfera pubblica, operando con amministrazioni locali, o istituzioni.

## Influenze artistiche
Ispirandosi sia alla filosofia di Littoral (realtà inglese che lavorava su territori agricoli e di confine, la cui esperienza ha insegnato ad impadronirsi dei linguaggi dei propri destinatari e committenti) sia ad una esperienza formativa negli Stati Uniti che ha fornito loro gli strumenti di un'organizzazione del lavoro con criteri aziendali, Artway dispone di linguaggi che permettono interventi strutturati ed articolati in tutte le fasi del loro svolgimento.
L'organizzazione delle attività viene svolta attraverso un metodo lavorativo pluridisciplinare e di gruppo ed è stata influenzata anche da figure basilari per l'arte contemporanea come Marcel Duchamp e Joseph Beuys, e dalla collaborazione con Michelangelo Pistoletto.

## Storia
Nel 1994 hanno realizzato il progetto Qual è il cuore dell'arte?, in collaborazione con Made in BO_Qui Bologna Ossigena, coinvolgendo il Prof. Gaetano Thiene, docente e ricercatore di Patologia Cardiovascolare dell'Università di Padova. Il lavoro si è strutturato con un dialogo metaforico sul cuore e l'invito a vari artisti di fare pubblicità all'arte stessa e a riflettere sul suo significato, producendo veri e propri cartelloni pubblicitari luminosi.
Nel 1997 hanno portato a termine il progetto Territorio Colli Berici nell'area del basso vicentino, in cui l'associazione ha coordinato diciotto comuni della zona, con la prospettiva di valorizzare le aree agricole depresse e di mettere in rete attività economiche e culturali. Il lavoro ha avuto l'obiettivo di riqualificare i luoghi e ridefinire l'identità territoriale comune, analizzando il proprio passato legato alla campagna e alla lavorazione della pietra da parte della popolazione locale.
Nel 2000 hanno progettato Dirigibile nel Comune di Schio, con la curatela di Anna Detheridge e Connecting Cultures, in cui hanno concepito un sistema culturale, l'Alta Fabbrica delle idee, che unisce processi creativi e produttivi con strumenti di finanziamento pubblico, marketing culturale e strategie di cooperazione e di rete, scegliendo come sede il Palazzo Fogazzoro, edificio storico del luogo.
Nel 2001 hanno coordinato Welcome in Venice, piano quinquennale di azioni strutturali, culturali e scambio interculturale nella zona portuale di Venezia, impegnandosi a creare una cooperazione di servizi, aprire luoghi di accoglienza, realizzare eventi di arte pubblica per la cittadinanza, laboratori creativi per le scuole e un workshop internazionale ‘Politiche in Onda’.
Nel 2003 hanno partecipato alla mostra Arte Pubblica in Italia: lo spazio delle relazioni, tenutasi a Cittadellarte – Fondazione Pistoletto a Biella.
Nel 2004 con l'associazione Connecting Cultures e il Comune di Montevarchi hanno attivato il Progetto Valdarno nei Cantieri la Ginestra, un luogo per l'arte e la cultura contemporanea, dove con una ricognizione territoriale nel Valdarno Superiore si sono delineate le caratteristiche del luogo, che successivamente hanno portato alla costituzione di un workshop creativo ed interdisciplinare coinvolgendo gli abitanti.
Sempre nel 2004 a Venezia, hanno creato, con l'obiettivo di fornire nuove possibilità per ricostruire una vita ai richiedenti asilo, Boa / Percorsi in terra straniera, una comunità , uno spazio condivisibile e ospitale, dove l'artista Lello Ruggieri attraverso i processi dell'arte relazionale ha instaurato relazioni tra i richiedenti asilo e il territorio veneziano, coinvolgendo anche gli studenti degli Istituti Superiori di Mestre.
Si sono anche occupate del progetto MS>3 Relation: Ships, che continua una ricerca già avviata sulla comunità di mare e la relazione con la comunità di terra, si svolge a Panama ed esamina l'identità di una città che volta le spalle al suo mare.
Nel 2008 hanno attivato il progetto Art on Location / Sculpture 3040 e il workshop Co/Operare insieme al SAIC / School of Art Institute of Chicago,con l'intento di costruire The Map of Chicago Artist's Community, per sperimentare pratiche di collaborazione e co-progettazione, sviluppare azioni collettive e riflettere su quesiti fondamentali per l'arte contemporanea.
Nel 2010 hanno partecipato al progetto di ricerca Methods / Processes of change curato da Love Difference, presso Cittadellarte – Fondazione Pistoletto a Biella, basato sul confronto tra discipline e mestieri che incidono nella trasformazione sociale.